# William Loftus
William Kennett Loftus (13 de noviembre de 1821-27 de noviembre de 1858) fue un geólogo, arqueólogo y viajero británico.

## Biografía
Nacido hacia 1821 en Rye (Sussex), estudió sucesivamente en escuelas de Newcastle y Twickenham y en Cambridge, donde, sin embargo no se graduó. Trabajó durante un tiempo como secretario de la Sociedad de Historia Natural de Newcastle. Su interés por la geología llamó la atención del Adam Sedgwick y, después, de Henry de la Beche. Sedgwick le propuso como miembro de la Sociedad Geológica, y De la Beche le recomendó a Lord Palmerston para el puesto de geólogo en la Turco-Persian Frontier Commission de William Fenwick Williams, labor que desempeñó entre 1849 y 1852. Viajó por tierra desde Bagdad para unirse con el resto de miembros de la comisión y visitó las principales ruinas ubicadas en la ruta. Descubrió diversos restos en Warka, que fueron relacionados por Henry Rawlinson con la antigua Ur de los Caldeos. Volviendo más adelante en solitario, llevó a cabo algunas excavaciones y mandó al Reino Unido dos colecciones y un informe al Museo Británico. Entre las piezas más importantes de estas colecciones se habrían encontrado tumbas del periodo del Imperio parto. En 1853 fue enviado de nuevo a Babilonia y Nínive por el Assyrian Excavation Fund, de donde regresó en 1855, trayendo consigo restos arqueológicos de Mukeyyer, Sherifkhan, Tellsifr, Senkerah y Warka, que pasaron a formar parte de la colección del Museo Británico, entre los que se incluían tabletas, vasijas y objetos de metal. Fue escogido para un estudio geológico de la India, pero su salud empeoró. Finalmente embarcó en el Tyburnia para regresar a Inglaterra en noviembre de 1858. Murió a bordo a la semana de comenzar el viaje, a causa de un absceso en el hígado.
En 1852 publicó un volumen de litografías de inscripciones cuneiformes, sin título, y en 1857 publicó Travels and Researches in Chaldæa and Susiana. Escribió artículos para Quarterly Journal of the Geological Society y Journal of the Royal Geographical Society.